# Хенихен
Хенихен (нем. Hähnichen) — община в Германии, в земле Саксония, входит в район Гёрлиц и подчиняется управлению Ротенбург.
Население составляет 1322 человека (на 31 декабря 2013 года). Занимает площадь 49,6 км².

## История
Первое упоминание о Хенихене относится к 1390 году.
1 января 1994 года была образована одноимённая коммуна, куда вошли Хенихен, Квольсдорф, Требус, а 1 января 1998 года к ним присоединилась Шпре.

## Состав общины
В состав коммуны входит 4 деревни:
- Квольсдорф (нем. Quolsdorf);
- Требус (нем. Trebus);
- Хенихен (нем. Hähnichen);
- Шпре (нем. Spree).

## Галерея

Хенихен и управление на карте района
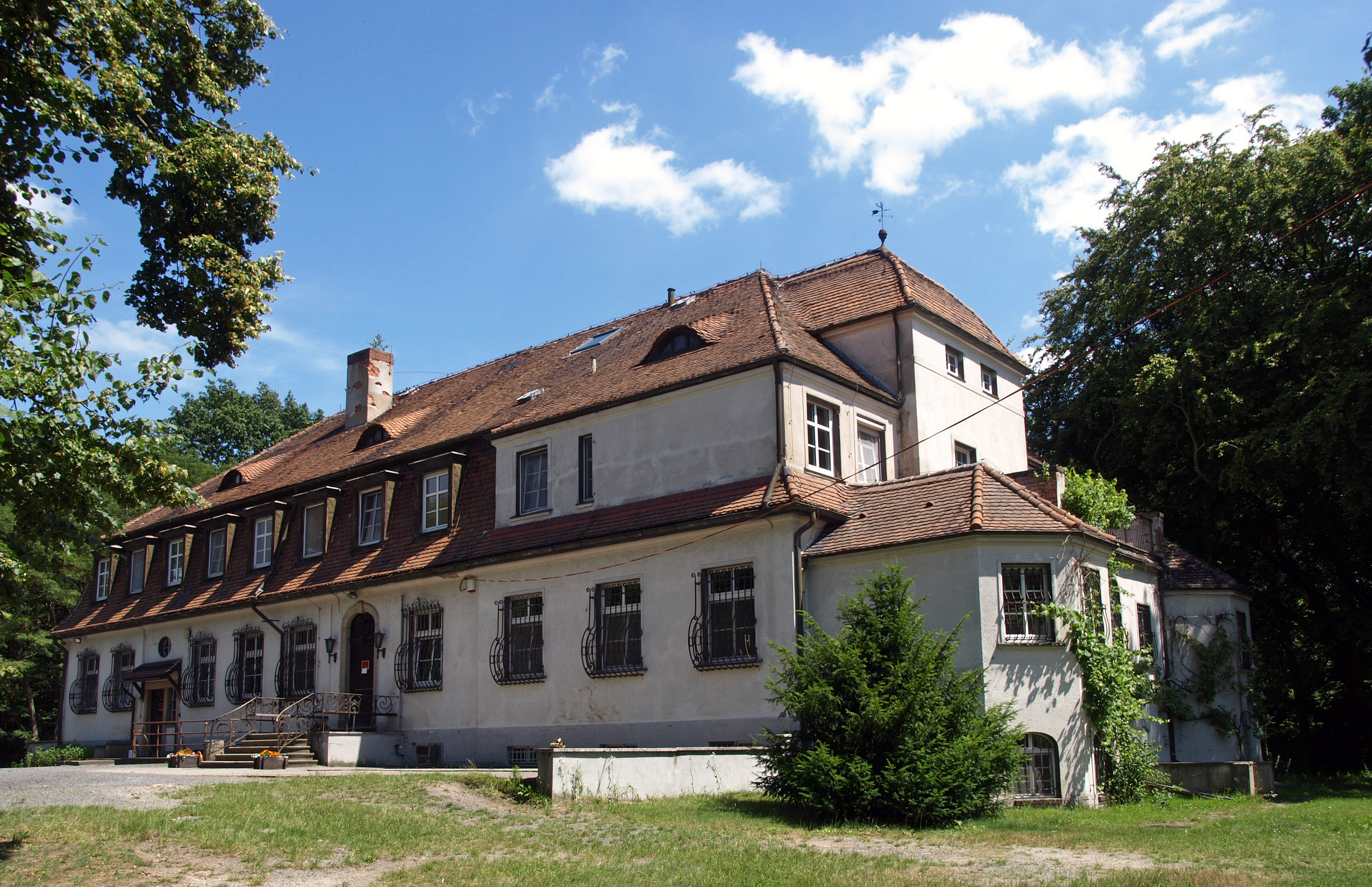
Школа в Шпре
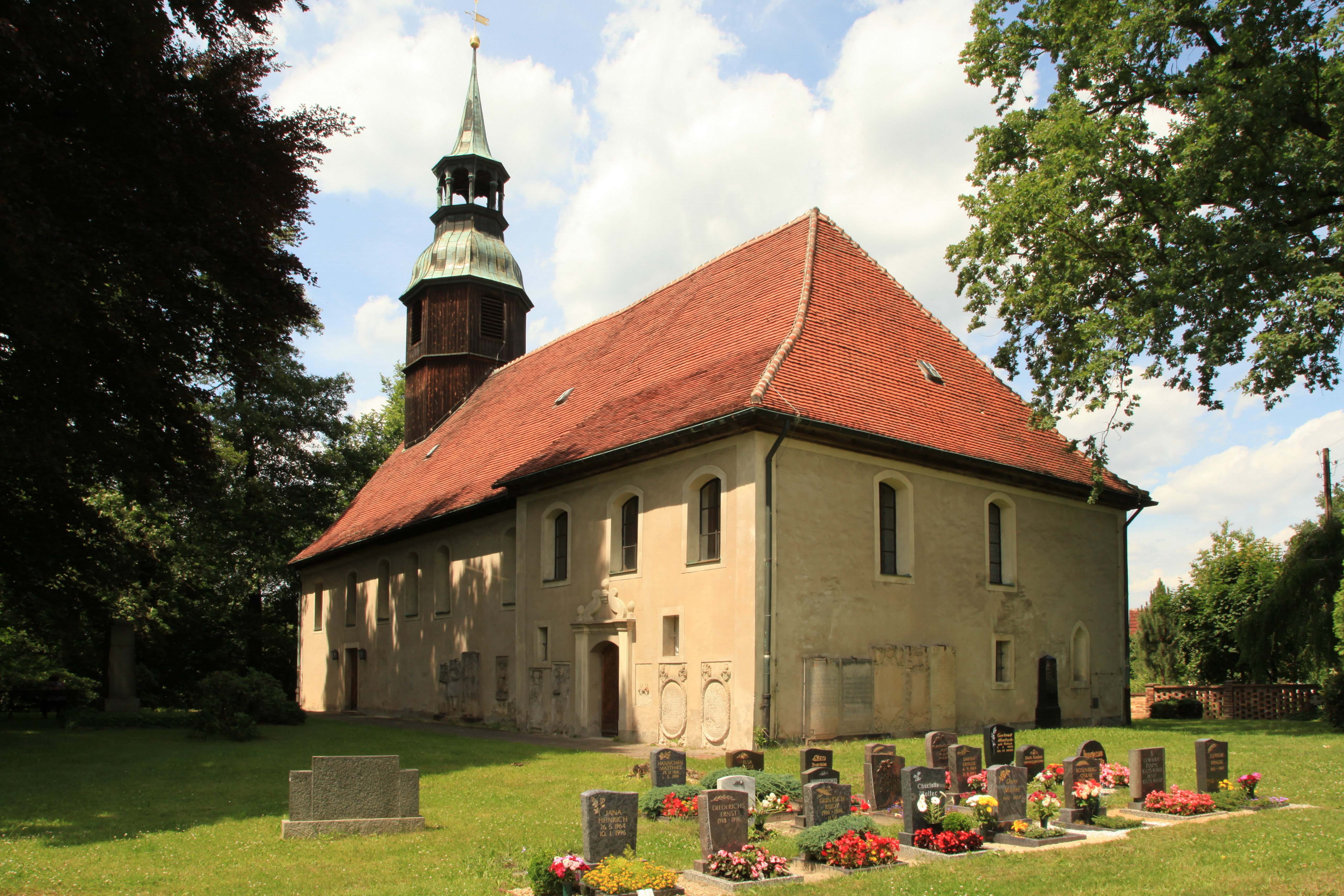
Церковь и кладбище у Квольсдорфа
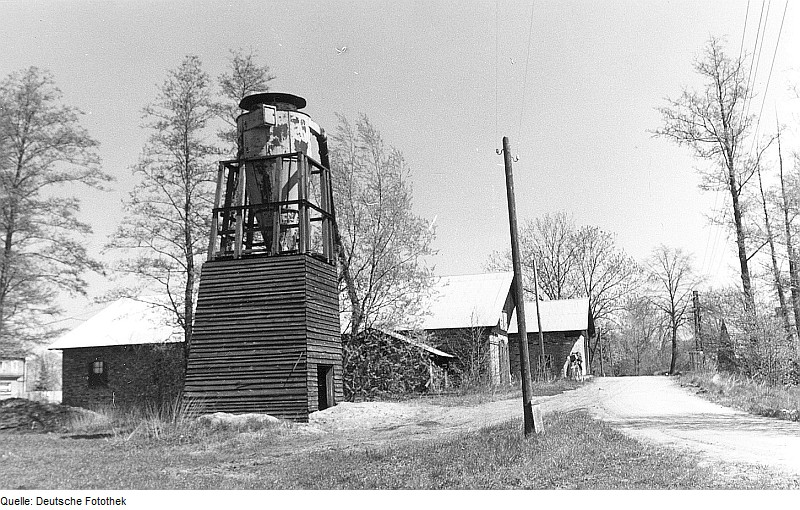
Бывшая мельница, 1986 год